# Alto del Catorce por Ciento
Die Alto del Catorce por Ciento oder Alto del 14% ist ein 7,4 Kilometer lange Radsport-Anstieg, der auf der CO-3408 im Norden von Córdoba verläuft. Hier wurden bereits Bergwertungen der Vuelta a España ausgefahren.

## Lage und Streckenführung
Die Alto del Catorce por Ciento befindet sich im Norden von Córdoba. Die Auffahrt erfolgt über die CO-3408, wobei die Bergwertung nach einer Kreuzung auf der CO-3404 abgenommen wird. Die durchschnittliche Steigung der 7,4 Kilometer langen Auffahrt liegt bei 5,6 %, wobei die höchsten Steigungsprozente von bis zu 14 % auf dem letzten Kilometern erreicht werden.

## Radsport
Bei der Vuelta a Espana wird die Alto del Catorce por Ciento seit dem Jahr 2014 in Kombination mit einer Zielankunft in Córdoba ausgetragen. Der Schlussanstieg spielt dabei eine Schlüsselrolle im Kampf um den Etappensieg.
Im Jahr 2014 sicherte sich Winner Anacona die Bergwertung der 2. Kategorie. Der Kolumbianer setzte sich im Finale gemeinsam mit Adam Yates, Romain Sicard und Alejandro Valverde vom Hauptfeld ab, wobei das Quartett wenig später eingeholt wurde und John Degenkolb die Etappe im Massensprint gewann.
Nach längerer Abwesenheit kehrte die Auffahrt im Jahr 2021 im Finale der 12. Etappe ins Programm der Spanien-Rundfahrt zurück, wobei diesmal Zeitbonifikationen bei der Bergwertung vergeben wurden. Mit Giulio Ciccone, Sergio Henao, Jay Vine und Romain Bardet setzten sich vier Fahrer im Anstieg vom Hauptfeld ab, wobei letzterer über die Kuppe führte. Wie bereits im Jahr 2014 wurden die Ausreißer jedoch vor dem Ziel eingeholt und Magnus Cort Nielsen gewann die Etappe im Sprint.
Im Jahr 2024 wurde die Kombination aus Alto del Catorce por Ciento und der Zielankunft in Córdoba zum dritten Mal im Rahmen der 7. Etappe befahren. Die Auffahrt galt erneut als Bergwertung der 2. Kategorie, wobei diesmal auch Bonifikationssekunden vergeben wurden. Primož Roglič griff im Anstieg an und gewann die Bergwertung, ehe sich Wout van Aert im Zielsprint aus einem kleinen Fahrerfeld durchsetzte.
| Jahr | Etappe     | Bergwertung  | Fahrer         |
| ---- | ---------- | ------------ | -------------- |
| 2014 | 04. Etappe | 2. Kategorie | Winner Anacona |
| 2021 | 12. Etappe | 2. Kategorie | Romain Bardet  |
| 2024 | 07. Etappe | 2. Kategorie | Primož Roglič  |